# Arthur Sifton

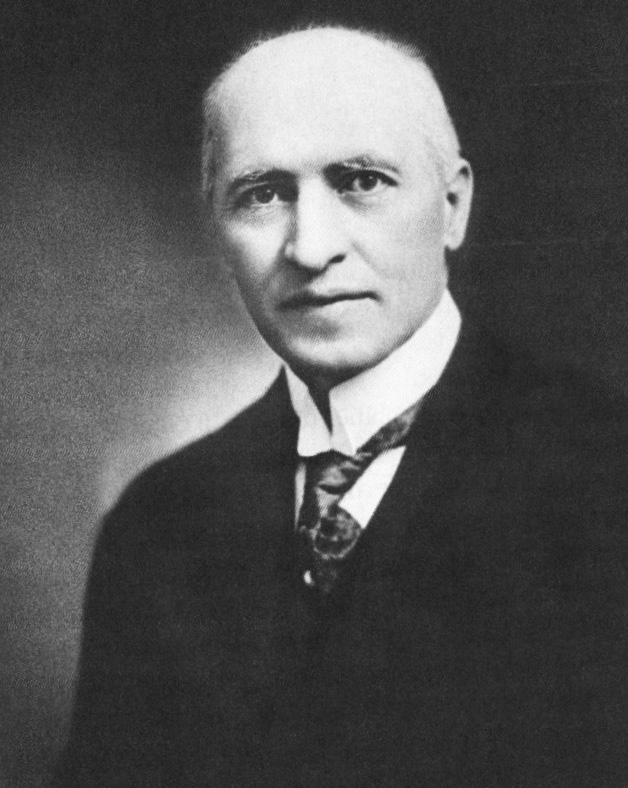
Arthur Sifton (ca. 1910)

Arthur Lewis Watkins Sifton, PC, KC (* 26. Oktober 1858 in St Johns (heute Teil von London (Ontario)); † 21. Januar 1921 in Ottawa) war ein kanadischer Politiker und Richter. Vom 26. Mai 1910 bis zum 30. Oktober 1917 war er Premierminister der Provinz Alberta und Vorsitzender der Alberta Liberal Party. Anschließend stand er verschiedenen Ministerien auf Bundesebene vor. Von Dezember 1919 bis zu seinem Tod war er Außenminister Kanadas.

## Studium und Provinzpolitik
Sein Vater John Wright Sifton war ein Bauunternehmer und später in der Provinz Manitoba politisch aktiv, ebenso sein jüngerer Bruder Clifford Sifton auf Bundesebene. Nachdem sie in Winnipeg ihre Schulbildung erhalten hatten, studierten die Brüder Recht am Victoria College in Cobourg, einer von Methodisten geführten Hochschule. Arthur Sifton heiratete 1882 Mary Deering, mit der er eine Tochter und einen Sohn hatte. Nach Abschluss des Studiums war er als Rechtsanwalt tätig, zunächst von 1883 bis 1885 in Brandon, danach bis 1888 in Prince Albert und schließlich ab 1889 in Calgary.
Im August 1898 nahm Sifton erstmals an Wahlen zur Legislativversammlung der Nordwest-Territorien teil. Zuerst schien es, als habe er den Sitz in Banff mit 36 Stimmen Vorsprung gewonnen, doch dann ergab eine vom Amtsinhaber geforderte Nachzählung zwei Stimmen Rückstand. Sifton ging gerichtlich gegen das Ergebnis vor, weil es durch korrupte Praktiken zustande gekommen sei. Schließlich gewann er im Juni 1899 die angeordnete Nachwahl und zog ins Territorialparlament ein. Ab 1901 gehörte Sifton der von Frederick Haultain geführten Territorialregierung an, in der er als Schatzmeister tätig war.
Im Januar 1903 wurde Sifton vom kanadischen Premierminister Wilfrid Laurier zum Vorsitzenden des Obersten Gerichts der Nordwest-Territorien ernannt. Diese Ernennung hatte er vor allem seinem Bruder zu verdanken, der damals Innenminister war. Im September 1907 übernahm Sifton das Amt des Vorsitzenden des Obersten Gerichts der neu geschaffenen Provinz Alberta.

## Premierminister von Alberta

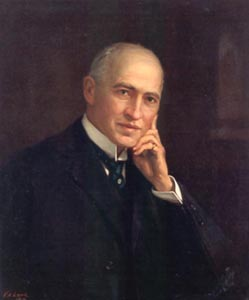
Offizielles Porträt

Alexander Cameron Rutherford, der Premierminister der Provinz, war in einen Skandal um Interessenkonflikte verwickelt und musste zurücktreten. Da in der Legislativversammlung von Alberta kein geeigneter Nachfolger zu finden war, ernannte Vizegouverneur George Bulyea Sifton am 26. Mai 1910 zum neuen Premierminister. Am 30. Juni 1910 gewann er die Nachwahl um den Parlamentssitz des Wahlkreises Vermilion, nachdem sein Vorgänger zu seinen Gunsten zurückgetreten war.
Als Vorsitzender der Alberta Liberal Party hielt Sifton die durch den Skandal geschwächte Partei zusammen und führte sie 1913 und 1917 zu Siegen bei den Provinzwahlen. Sifton war nicht nur Regierungschef, sondern stand auch mehreren Ministerien vor. Von 1910 bis 1913 war er Schatzmeister, von 1910 bis 1912 Minister für öffentliche Bauten und von 1911 bis 1917 Minister für Eisenbahnen und Telefonie. Bei der Krönung des britischen Königs Georg V. war er als offizieller Vertreter der Provinz Alberta anwesend.
Während seiner Amtszeit als Premierminister baute Sifton das Eisenbahnnetz aus und trat für die Verlagerung der Kontrolle über die natürlichen Ressourcen vom Bundesstaat zu den Provinzen ein (1930 verwirklicht). 1916 führte Alberta das Frauenwahlrecht ein. Im selben Jahr setzte die Regierung einen Volksentscheid um und schränkte den Verkauf, den Handel und den Konsum alkoholischer Getränke stark ein.

## Minister auf Bundesebene
Die Frage der Einführung der Wehrpflicht spaltete während des Ersten Weltkriegs das gesamte Land. Um die politische Krise zu überwinden, entschloss sich der konservative kanadische Premierminister Robert Borden dazu, auch liberale Politiker in sein Kabinett aufzunehmen. Sifton nahm das Angebot an und wurde am 12. Oktober 1917 zum Zollminister ernannt. Sein Amt als Provinzpremierminister gab er am 30. Oktober 1917 ab. Am 17. Dezember 1917 folgte die Wahl ins kanadische Unterhaus, als Abgeordneter des Wahlkreises Medicine Hat.
In Robert Bordens Regierung erhielt Sifton einen als wenig bedeutend empfundenen Ministerposten, jenen des Zollministers. Im Mai 1918 übernahm er zusätzlich die Leitung der Bundessteuerbehörde. Von September bis Dezember 1919 war er Minister für öffentliche Bauten. Im Jahr 1919 nahm Sifton außerdem als Delegierter an der Pariser Friedenskonferenz teil und unterzeichnete den Friedensvertrag von Versailles. Borden ernannte ihn am 31. Dezember 1919 zum Außenminister. Auch unter Arthur Meighen, der ab Juni 1920 die Regierung führte, blieb Sifton in diesem Amt. In diesem Jahr wurde er in den Privy Council aufgenommen. Sifton starb im Januar 1921 nach kurzer Krankheit im Alter von 62 Jahren. Er wurde auf dem Nationalfriedhof in Ottawa beigesetzt.